# Campeonato Europeo de Escalada de 2013
El X Campeonato Europeo de Escalada se celebró en dos sedes: las pruebas de dificultad y velocidad en Chamonix (Francia) entre el 10 y el 13 de julio y las de bloques en Eindhoven (Países Bajos) entre el 31 de agosto y el 1 de septiembre de 2013, bajo la organización de la Federación Internacional de Escalada Deportiva (IFSC), la Federación Francesa de Deportes de Escalada y la Federación Neerlandesa de Deportes de Escalada.

## Medallistas

### Masculino
| Evento             | Oro                                   | Plata                                   | Bronce                              |
| ------------------ | ------------------------------------- | --------------------------------------- | ----------------------------------- |
| Dificultad (13.07) | Romain Desgranges Francia 36+         | Ramón Julián Puigblanqué · España · 33+ | Jorg Verhoeven · Países Bajos · 33+ |
| Velocidad (12.07)  | Libor Hroza · República Checa         | Marcin Dzieński · Polonia               | Danyl Boldyrev · Ucrania            |
| Bloques (01.09)    | Kilian Fischhuber · Austria · 3T4 4b4 | Dmitri Sharafutdinov · Rusia · 3T5 4b5  | Jakob Schubert · Austria · 3T7 3b4  |

### Femenino
| Evento             | Oro                               | Plata                           | Bronce                         |
| ------------------ | --------------------------------- | ------------------------------- | ------------------------------ |
| Dificultad (13.07) | Dinara Fajritdinova · Rusia · 40+ | Mina Markovič Eslovenia 35+     | Hélène Janicot Francia 35+     |
| Velocidad (12.07)  | Anna Tsyganova · Rusia            | Aleksandra Rudzińska · Polonia  | Yuliya Liovochkina · Rusia     |
| Bloques (01.09)    | Anna Stöhr · Austria · 4T7 4b6    | Mina Markovič Eslovenia 4T9 4b5 | Mélanie Sandoz Francia 2T5 4b8 |

## Medallero
| Núm. | País            | Oro | Plata | Bronce | Total |
| ---- | --------------- | --- | ----- | ------ | ----- |
| 1    | Rusia           | 2   | 1     | 1      | 4     |
| 2    | Austria         | 2   | 0     | 1      | 3     |
| 3    | Francia         | 1   | 0     | 2      | 3     |
| 4    | República Checa | 1   | 0     | 0      | 1     |
| 5    | Eslovenia       | 0   | 2     | 0      | 2     |
| 5    | Polonia         | 0   | 2     | 0      | 2     |
| 7    | España          | 0   | 1     | 0      | 1     |
| 8    | Países Bajos    | 0   | 0     | 1      | 1     |
| 8    | Ucrania         | 0   | 0     | 1      | 1     |
|      | TOTAL           | 6   | 6     | 6      | 18    |